# Bumzu
Kye Beom-ju (Hangul: 계범주, born November 8, 1991), mais conhecido pelo nome artístico Bumzu (Hangul: 범주), é um cantor, compositor e produtor musical sul-coreano. Bumzu é mais conhecido por escrever e produzir grande parte das discografias das boy bands NU'EST e Seventeen.
Em 2024, foi ganhador do KOMCA's Grand Prize, tendo sido o compositor de K-pop mais bem pago em 2023.

## Biografia e carreira
Bumzu cresceu em Seul e aprendeu violino quando criança. Ao completar o ensino médio, ele se tornou ativo em Hongdae's underground music scene.
Seu primeiro trabalho mainstream foi compor para H.O.T's Jang Woo-hyuk's "Don't Go, Go Away" em 2011. Ele então participou do show de competição de canto Superstar K 4 aos 22 anos, que foi apontado como seu big break.
Após o show, ele começou a produzir músicas para os artistas da Pledis incluindo After School e Nu'est, e produziu músicas ao lado de Woozi para Seventeen desde sua música de estreia "Adore U". O estúdio de Bumzu e Woozi, "Universe Factory", leva o nome de um portmanteau de seus nomes em coreano – 우주 (woozi/bumju; wooju) literalmente significa "universo".
Desde 2020 ele é co-CEO da produtora musical Prismfilter Music Group.
Em 2024, Bumzu se tornou o principal produtor musical do novo grupo TWS sob o pseudônimo de "Wasurenai". Em fevereiro, ele foi premiado o grande prêmio KOMCA, tendo sido o compositor de K-pop mais bem pago em 2023.

## Discografia

### Álbuns de estudio
| Título    | Detalhes do álbum | Posições nos charts | Vendas |
| Título    | Detalhes do álbum | KOR                 | Vendas |
| --------- | --- | ------------------- | ------ |
| Good Life | - Lançamento: 30 de julho de 2015 - Gravadoras: PJR Entertainment, LOEN Entertainment - Formatos: CD, digital download Track listing 1. "Bucket List" (feat. Vernon of Seventeen) 2. "Ya해" 3. "Give It 2 U" (feat. P.O of Block B & Nii Hwa) 4. "Good Life" (feat. Dok2 & The Quiett) 5. "Bad 4 U" 6. "잠깐 나올래" (feat. 8Dro) 7. "왜이래" 8. "Beautiful" 9. "퉤퉤퉤" (feat. New Champ & Nucksal) 10. "낯선천장" (feat. Muwoong Of Baechigi) 11. "Something Special" (feat. Dok2) 12. "28.5" (feat. Jung-in) | 59                  | —      |

### Extended plays
| Título                          | Detalhes do EP | Posições nos charts | Vendas |
| Título                          | Detalhes do EP | KOR                 | Vendas |
| ------------------------------- | --- | ------------------- | ------ |
| Something Special               | - Lançamento: 27 de setembro de 2013 - Gravadoras: PJR Entertainment, LOEN Entertainment - Formatos: CD, digital download    | 36                  | —      |
| 24                              | - Lançamento: 12 de dezembro de 2014 - Gravadoras: PJR Entertainment, LOEN Entertainment - Formatos: CD, digital download    | 66                  | —      |
| 27 (많지도 + 적지도 : 스물일곱) | - Lançamento: 26 de dezembro de 2017 - Gravadoras: Pledis Entertainment, LOEN Entertainment - Formatos: CD, digital download | 59                  | —      |

### Singles
| Título                                     | Ano  | Posições nos charts | Vendas (DL)   | Álbum             |
| Título                                     | Ano  | KOR                 | Vendas (DL)   | Álbum             |
| ------------------------------------------ | ---- | ------------------- | ------------- | ----------------- |
| "Oh My Girl" feat. New Champ               | 2011 | —                   | —             | Non-album singles |
| "I'm Sick Of It" (질릴만도한데) feat. 8Dro | 2012 | —                   | —             | Non-album singles |
| "The Ceiling" (낯선 천장) feat. Muwoong    | 2013 | 60                  | - KOR: 76,114 | Good Life         |
| "Something Special" feat. Dok2             | 2013 | 63                  | - KOR: 62,279 | Good Life         |
| "Game Over"                                | 2014 | 96                  | - KOR: 20,671 | Non-album single  |
| "28.5" feat. Jungin                        | 2014 | —                   | - KOR: 14,266 | Good Life         |
| "Live" (살아)                              | 2015 | —                   | —             | Good Life         |
| "Give It 2 U" feat. P.O, Niihwa            | 2015 | —                   | - KOR: 11,991 | Good Life         |
| "I Want You Back"                          | 2016 | —                   | —             | Non-album single  |
| "Once" (한 때) feat. Raina                 | 2017 | —                   | —             | 27                |
| "Just"                                     | 2017 | —                   | —             | 27                |
| "A.C.C.E.L"                                | 2017 | —                   | —             | 27                |
| "I'm Good" (아무렇지 않아) feat. Sik-K     | 2017 | —                   | —             | 27                |
| "—" indica que o lançamento não charteou.  |      |                     |               |                   |

### Colaborações
| Ano  | Título                                 | Outro(s) artista(s) |
| ---- | -------------------------------------- | ------------------- |
| 2011 | "Just Friend"                          | Ven, Colson         |
| 2014 | "Shall We Meet" (우리 한번 만나볼래요) | Tarin               |
| 2017 | "Forever Young"                        | Han Dong-geun       |

### Aparições em trilha sonora
| Ano  | Título                | Álbum                      |
| ---- | --------------------- | -------------------------- |
| 2015 | "First Time" (첨이야) | A Girl Who Sees Smells OST |

## Discografia de produção
Credits are adapted from the Korea Music Copyright Association unless otherwise specified.
| Ano  | Artista           | Álbum                                                                            | Música(s)                                                    | Nota(s)                              |
| ---- | ----------------- | -------------------------------------------------------------------------------- | ------------------------------------------------------------ | ------------------------------------ |
| 2013 | Rainbow           | Rainbow Syndrome                                                                 | "Chewing Time"                                               |                                      |
| 2013 | After School      | First Love                                                                       | "Make-up & tears"                                            |                                      |
| 2014 | NU'EST            | Re:Birth                                                                         | "Good Bye Bye"                                               |                                      |
| 2015 | Seventeen         | 17 Carat                                                                         | "Adore U"                                                    |                                      |
| 2015 | Shinee            | Married to the Music                                                             | "Hold You"                                                   |                                      |
| 2015 | Seventeen         | Boys Be                                                                          | "Fronting"                                                   |                                      |
| 2015 | Seventeen         | Boys Be                                                                          | "Mansae"                                                     |                                      |
| 2016 | Nu'est            | Q is                                                                             | "Lost & Found"                                               |                                      |
| 2016 | Nu'est            | Q is                                                                             | "Overcome"                                                   |                                      |
| 2016 | Nu'est            | Q is                                                                             | "VVith"                                                      |                                      |
| 2016 | Nu'est            | Q is                                                                             | "Emotion"                                                    |                                      |
| 2016 | Seventeen         | Love & Letter                                                                    | "Pretty U"                                                   |                                      |
| 2016 | Seventeen         | Love & Letter                                                                    | "Popular Song"                                               |                                      |
| 2016 | Seventeen         | Love & Letter                                                                    | "Adore U"                                                    |                                      |
| 2016 | Seventeen         | Love & Letter                                                                    | "Monday to Saturday"                                         |                                      |
| 2016 | Sik-K             | Flip                                                                             | "Act Different"                                              |                                      |
| 2016 | Seventeen         | Love & Letter Repackage Album                                                    | "Very Nice"                                                  |                                      |
| 2016 | Seventeen         | Love & Letter Repackage Album                                                    | "Can't See The End"                                          |                                      |
| 2016 | Nu'est            | Canvas                                                                           | "R.L.T.L"                                                    |                                      |
| 2016 | Nu'est            | Canvas                                                                           | "Love Paint (Every Afternoon)"                               |                                      |
| 2016 | Nu'est            | Canvas                                                                           | "Thank You (Evening By Evening)"                             |                                      |
| 2016 | Nu'est            | Canvas                                                                           | "Look (A Starlight Night)"                                   |                                      |
| 2016 | 2PM               | Gentlemen's Game                                                                 | "How Is It?"                                                 |                                      |
| 2016 | Seventeen         | Going Seventeen                                                                  | "Beautiful"                                                  |                                      |
| 2016 | Seventeen         | Going Seventeen                                                                  | "Boom Boom"                                                  |                                      |
| 2016 | Seventeen         | Going Seventeen                                                                  | "Highlight"                                                  |                                      |
| 2016 | Seventeen         | Going Seventeen                                                                  | "Lean On Me"                                                 |                                      |
| 2017 | NCT 127           | Limitless                                                                        | "Back 2 U (AM 01:27)"                                        |                                      |
| 2017 | Seventeen         | Al1                                                                              | "Don't Wanna Cry"                                            |                                      |
| 2017 | Seventeen         | Al1                                                                              | "If I"                                                       |                                      |
| 2017 | Seventeen         | Al1                                                                              | "Swimming Fool"                                              |                                      |
| 2017 | Seventeen         | Al1                                                                              | "My I"                                                       |                                      |
| 2017 | Seventeen         | Al1                                                                              | "Crazy in Love"                                              |                                      |
| 2017 | Pristin           | Hi! Pristin                                                                      | "Wee Woo"                                                    |                                      |
| 2017 | Sik-K             | H.A.L.F (Have.A.Little.Fun)                                                      | "Have A Little Fun"                                          |                                      |
| 2017 | Pristin           | Schxxl Out                                                                       | "We Are Pristin"                                             |                                      |
| 2017 | Pristin           | Schxxl Out                                                                       | "We Like"                                                    |                                      |
| 2017 | NU'EST W          | W, Here                                                                          | "My Beautiful"                                               |                                      |
| 2017 | NU'EST W          | W, Here                                                                          | "Where You At"                                               |                                      |
| 2017 | NU'EST W          | W, Here                                                                          | "Paradise"                                                   |                                      |
| 2017 | NU'EST W          | W, Here                                                                          | "Good Love"                                                  |                                      |
| 2017 | NU'EST W          | W, Here                                                                          | "With"                                                       |                                      |
| 2017 | Seventeen         | Teen, Age                                                                        | "Intro. New World"                                           |                                      |
| 2017 | Seventeen         | Teen, Age                                                                        | "Change Up"                                                  |                                      |
| 2017 | Seventeen         | Teen, Age                                                                        | "Without You"                                                |                                      |
| 2017 | Seventeen         | Teen, Age                                                                        | "Clap"                                                       |                                      |
| 2017 | Seventeen         | Teen, Age                                                                        | "Lilili Yabbay"                                              |                                      |
| 2017 | Seventeen         | Teen, Age                                                                        | "Trauma"                                                     |                                      |
| 2017 | Seventeen         | Teen, Age                                                                        | "Flower"                                                     |                                      |
| 2017 | Seventeen         | Teen, Age                                                                        | "Rocket"                                                     |                                      |
| 2017 | Seventeen         | Teen, Age                                                                        | "Hello"                                                      |                                      |
| 2017 | Seventeen         | Teen, Age                                                                        | "Campfire"                                                   |                                      |
| 2017 | Seventeen         | Teen, Age                                                                        | "Outro. Incompletion"                                        |                                      |
| 2017 | Han Dong-geun     | Broken People                                                                    | "Where We Were in Love"                                      |                                      |
| 2018 | Fromis 9          | To. Heart                                                                        | "Glass Shoes"                                                |                                      |
| 2018 | Seventeen         | Director's Cut                                                                   | "Thinkin' about you"                                         |                                      |
| 2018 | Seventeen         | Director's Cut                                                                   | "Thanks"                                                     |                                      |
| 2018 | Seventeen         | Director's Cut                                                                   | "Run to you"                                                 |                                      |
| 2018 | Seventeen         | Director's Cut                                                                   | "Falling For U"                                              |                                      |
| 2018 | Nu'est W          | Wake,n                                                                           | "L.I.E."                                                     |                                      |
| 2018 | Nu'est W          | Wake,n                                                                           | "Help Me"                                                    |                                      |
| 2018 | Nu'est W          | Wake,n                                                                           | "Wi-Fi"                                                      |                                      |
| 2018 | Nu'est W          | Wake,n                                                                           | "I hate you"                                                 |                                      |
| 2018 | Nu'est W          | Wake,n                                                                           | "You & I"                                                    |                                      |
| 2018 | Nu'est W          | Wake,n                                                                           | "Feels"                                                      |                                      |
| 2018 | Seventeen         | We Make You                                                                      | "Call Call Call!"                                            |                                      |
| 2018 | Fromis 9          | To. Day                                                                          | "DKDK"                                                       |                                      |
| 2018 | Nu'est W          | Who, You                                                                         | "Signal"                                                     |                                      |
| 2018 | Nu'est W          | Who, You                                                                         | "Dejavu"                                                     |                                      |
| 2018 | Nu'est W          | Who, You                                                                         | "Polaris"                                                    |                                      |
| 2018 | Nu'est W          | Who, You                                                                         | "ylenoL"                                                     |                                      |
| 2018 | Nu'est W          | Who, You                                                                         | "Gravity & Moon"                                             |                                      |
| 2018 | Nu'est W          | Who, You                                                                         | "Shadow"                                                     |                                      |
| 2018 | Seventeen         | You Make My Day                                                                  | "Oh My!"                                                     |                                      |
| 2018 | Seventeen         | You Make My Day                                                                  | "Holiday"                                                    |                                      |
| 2018 | Seventeen         | You Make My Day                                                                  | "Come to me"                                                 |                                      |
| 2018 | Seventeen         | You Make My Day                                                                  | "What's Good"                                                |                                      |
| 2018 | Seventeen         | You Make My Day                                                                  | "Moonwalker"                                                 |                                      |
| 2018 | Seventeen         | You Make My Day                                                                  | "Our dawn is hotter than day"                                |                                      |
| 2019 | Seventeen         | You Made My Dawn                                                                 | "Good To Me"                                                 |                                      |
| 2019 | Seventeen         | You Made My Dawn                                                                 | "Home"                                                       |                                      |
| 2019 | Seventeen         | You Made My Dawn                                                                 | "Chilli"                                                     |                                      |
| 2019 | Seventeen         | You Made My Dawn                                                                 | "Shhh"                                                       |                                      |
| 2019 | Seventeen         | You Made My Dawn                                                                 | "Getting Closer"                                             |                                      |
| 2019 | Nu'est            | Happily Ever After                                                               | "Segno"                                                      |                                      |
| 2019 | Nu'est            | Happily Ever After                                                               | "Bet Bet"                                                    |                                      |
| 2019 | Nu'est            | Happily Ever After                                                               | "Bass"                                                       |                                      |
| 2019 | Nu'est            | Happily Ever After                                                               | "Talk About Love"                                            |                                      |
| 2019 | Nu'est            | Happily Ever After                                                               | "Different"                                                  |                                      |
| 2019 | Nu'est            | Happily Ever After                                                               | "Fine"                                                       |                                      |
| 2019 | Nu'est            | Happily Ever After                                                               | "Universe"                                                   |                                      |
| 2019 | Fromis 9          | Fun Factory                                                                      | "Love RumPumPum"                                             | Creditado sob o pseudônimo Baekgom   |
| 2019 | Nu'est            | The Table                                                                        | "Call Me Back"                                               |                                      |
| 2019 | Nu'est            | The Table                                                                        | "Love Me"                                                    |                                      |
| 2019 | Nu'est            | The Table                                                                        | "One Two Three"                                              |                                      |
| 2019 | Nu'est            | The Table                                                                        | "Trust Me"                                                   |                                      |
| 2019 | Nu'est            | The Table                                                                        | "Stay Up All Night"                                          |                                      |
| 2019 | Nu'est            | The Table                                                                        | "If We"                                                      |                                      |
| 2019 | Seventeen         | An Ode                                                                           | "Hit"                                                        |                                      |
| 2019 | Seventeen         | An Ode                                                                           | "Lie Again"                                                  |                                      |
| 2019 | Seventeen         | An Ode                                                                           | "Fear"                                                       |                                      |
| 2019 | Seventeen         | An Ode                                                                           | "Let me hear you say"                                        |                                      |
| 2019 | Seventeen         | An Ode                                                                           | "247"                                                        |                                      |
| 2019 | Seventeen         | An Ode                                                                           | "Second Life"                                                |                                      |
| 2019 | Seventeen         | An Ode                                                                           | "Network Love"                                               |                                      |
| 2019 | Seventeen         | An Ode                                                                           | "Back it up"                                                 |                                      |
| 2019 | Seventeen         | An Ode                                                                           | "Lucky"                                                      |                                      |
| 2019 | Seventeen         | An Ode                                                                           | "Snap Shoot"                                                 |                                      |
| 2019 | Seventeen         | An Ode                                                                           | "Happy Ending"                                               | Versões coreana e japonesa           |
| 2020 | Seventeen         | Predefinição:Non-album single                                                    | "Fallin' Flower"                                             | Versões coreana e japonesa           |
| 2020 | Nu'est            | The Nocturne                                                                     | "I'm In Trouble"                                             |                                      |
| 2020 | Nu'est            | The Nocturne                                                                     | "Firework"                                                   |                                      |
| 2020 | Nu'est            | The Nocturne                                                                     | "Back To Me"                                                 |                                      |
| 2020 | Nu'est            | The Nocturne                                                                     | "Must"                                                       |                                      |
| 2020 | Nu'est            | The Nocturne                                                                     | "Shooting Star"                                              |                                      |
| 2020 | Seventeen         | Predefinição:Non-album single                                                    | "Us, Again" (우리다시)                                       |                                      |
| 2020 | Seventeen         | Heng:garæ                                                                        | "Fearless"                                                   |                                      |
| 2020 | Seventeen         | Heng:garæ                                                                        | "Left & Right"                                               |                                      |
| 2020 | Seventeen         | Heng:garæ                                                                        | "I Wish"                                                     |                                      |
| 2020 | Seventeen         | Heng:garæ                                                                        | "My My"                                                      |                                      |
| 2020 | Seventeen         | Heng:garæ                                                                        | "Kidult"                                                     |                                      |
| 2020 | Seventeen         | Heng:garæ                                                                        | "Together"                                                   |                                      |
| 2020 | Seventeen         | 24H                                                                              | "24h"                                                        | Versões coreana e japonesa           |
| 2020 | Seventeen         | Semicolon                                                                        | "Home; Run"                                                  |                                      |
| 2020 | Seventeen         | Semicolon                                                                        | "Do Re Mi"                                                   |                                      |
| 2020 | Seventeen         | Semicolon                                                                        | "Hey Buddy"                                                  |                                      |
| 2020 | Seventeen         | Semicolon                                                                        | "Light A Flame"                                              |                                      |
| 2020 | Seventeen         | Semicolon                                                                        | "Ah! Love"                                                   |                                      |
| 2020 | Seventeen         | Semicolon                                                                        | "All My Love"                                                |                                      |
| 2020 | Jin               | Predefinição:Non-album single                                                    | "Abyss"                                                      |                                      |
| 2021 | Rain              | Pieces by Rain                                                                   | "Why Don't We"                                               |                                      |
| 2021 | Seventeen         | rowspan="3" Predefinição:Non-album singles                                       | "Not Alone"                                                  | Versões coreana e japonesa           |
| 2021 | Hoshi             | "Spider"                                                                         |                                                              |                                      |
| 2021 | The8              | "Side By Side"                                                                   | Apenas versão coreana                                        |                                      |
| 2021 | Nu'est            | Romanticize                                                                      | "Dress"                                                      |                                      |
| 2021 | Nu'est            | Romanticize                                                                      | "Inside Out"                                                 |                                      |
| 2021 | Nu'est            | Romanticize                                                                      | "Don't Wanna Go"                                             |                                      |
| 2021 | Nu'est            | Romanticize                                                                      | "Black"                                                      |                                      |
| 2021 | Nu'est            | Romanticize                                                                      | "Drive"                                                      |                                      |
| 2021 | Nu'est            | Romanticize                                                                      | "Earphone"                                                   |                                      |
| 2021 | Nu'est            | Romanticize                                                                      | "Need It"                                                    |                                      |
| 2021 | Nu'est            | Romanticize                                                                      | "Doom Doom"                                                  |                                      |
| 2021 | Nu'est            | Romanticize                                                                      | "Rocket Rocket"                                              |                                      |
| 2021 | Nu'est            | Romanticize                                                                      | "I'm Not"                                                    |                                      |
| 2021 | Wonwoo & Mingyu   | Predefinição:Non-album single                                                    | "Bittersweet" feat. Lee Hi                                   |                                      |
| 2021 | Seventeen         | Your Choice                                                                      | "Heaven's Cloud"                                             |                                      |
| 2021 | Seventeen         | Your Choice                                                                      | "Ready to love"                                              |                                      |
| 2021 | Seventeen         | Your Choice                                                                      | "Anyone"                                                     |                                      |
| 2021 | Seventeen         | Your Choice                                                                      | "GAM3 BO1"                                                   |                                      |
| 2021 | Seventeen         | Your Choice                                                                      | "Wave"                                                       |                                      |
| 2021 | Seventeen         | Your Choice                                                                      | "Same Dream Same Mind Same Night"                            |                                      |
| 2021 | Hoshi             | Predefinição:Non-album single                                                    | "Horangi Power"                                              |                                      |
| 2021 | Seventeen         | Attacca                                                                          | "To You"                                                     |                                      |
| 2021 | Seventeen         | Attacca                                                                          | "Rock with You"                                              |                                      |
| 2021 | Seventeen         | Attacca                                                                          | "Crush"                                                      |                                      |
| 2021 | Seventeen         | Attacca                                                                          | "Pang!"                                                      |                                      |
| 2021 | Seventeen         | Attacca                                                                          | "Imperfect Love"                                             |                                      |
| 2021 | Seventeen         | Attacca                                                                          | "I Can't Run Away"                                           |                                      |
| 2021 | Seventeen         | Attacca                                                                          | "2 minus 1"                                                  |                                      |
| 2021 | Dino              | rowspan="5" Predefinição:Non-album singles                                       | "Last Order"                                                 |                                      |
| 2021 | Seventeen         | "Power of Love"                                                                  | Versões coreana e japonesa                                   |                                      |
| 2021 | Jin               | "Super Tuna" (슈퍼 참치)                                                         |                                                              |                                      |
| 2022 | Woozi             | "Ruby"                                                                           |                                                              |                                      |
| 2022 | Charli XCX        | "Beg for You" featuring Rina Sawayama (A. G. Cook and Vernon of Seventeen Remix) |                                                              |                                      |
| 2022 | Nu'est            | Needle & Bubble                                                                  | "Overcome (Re-Mastering)"                                    |                                      |
| 2022 | Nu'est            | Needle & Bubble                                                                  | "Love Paint (Re-Mastering)"                                  |                                      |
| 2022 | Nu'est            | Needle & Bubble                                                                  | "Bet Bet (Re-Mastering)"                                     |                                      |
| 2022 | Nu'est            | Needle & Bubble                                                                  | "Love Me (Re-Mastering)"                                     |                                      |
| 2022 | Nu'est            | Needle & Bubble                                                                  | "Different (Re-Mastering)"                                   |                                      |
| 2022 | Nu'est            | Needle & Bubble                                                                  | "Look (A Starlight Night) (Alternative House Ver)"           |                                      |
| 2022 | Nu'est            | Needle & Bubble                                                                  | "I'm In Trouble (Urban Ver.)"                                |                                      |
| 2022 | Nu'est            | Needle & Bubble                                                                  | "Galaxy"                                                     |                                      |
| 2022 | Nu'est            | Needle & Bubble                                                                  | "다시, 봄 (Again)"                                           |                                      |
| 2022 | Seventeen         | Face the Sun                                                                     | "Darl+ing"                                                   |                                      |
| 2022 | Seventeen         | Face the Sun                                                                     | "Hot"                                                        |                                      |
| 2022 | Seventeen         | Face the Sun                                                                     | "Don Quixote"                                                |                                      |
| 2022 | Seventeen         | Face the Sun                                                                     | "March"                                                      |                                      |
| 2022 | Seventeen         | Face the Sun                                                                     | "Domino"                                                     |                                      |
| 2022 | Seventeen         | Face the Sun                                                                     | "Shadow"                                                     |                                      |
| 2022 | Seventeen         | Face the Sun                                                                     | "'Bout You"                                                  |                                      |
| 2022 | Seventeen         | Face the Sun                                                                     | "If you leave me"                                            |                                      |
| 2022 | Seventeen         | Face the Sun                                                                     | "Ash"                                                        |                                      |
| 2022 | Seventeen         | Sector 17                                                                        | "Circles"                                                    |                                      |
| 2022 | Seventeen         | Sector 17                                                                        | "World"                                                      |                                      |
| 2022 | Seventeen         | Sector 17                                                                        | "Cheers"                                                     |                                      |
| 2022 | Baekho            | Good Job OST                                                                     | "Savior"                                                     |                                      |
| 2022 | Baekho            | Absolute Zero                                                                    | "Festival In My Car"                                         |                                      |
| 2022 | Baekho            | Absolute Zero                                                                    | "Love Burn"                                                  |                                      |
| 2022 | Baekho            | Absolute Zero                                                                    | "No Rules"                                                   |                                      |
| 2022 | Baekho            | Absolute Zero                                                                    | "We Don't Care No More" feat. June One of Glen Check         |                                      |
| 2022 | Baekho            | Absolute Zero                                                                    | "Bad 4 U"                                                    |                                      |
| 2022 | Baekho            | Absolute Zero                                                                    | "Wanna Go Back" feat. Sik-K (변했다고 느끼는 내가 변한 건지) |                                      |
| 2022 | Seventeen         | Predefinição:Non-album single                                                    | "Dream"                                                      | Versões coreana e japonesa           |
| 2023 | BSS               | Second Wind                                                                      | "Fighting"                                                   |                                      |
| 2023 | BSS               | Second Wind                                                                      | "Lunch"                                                      |                                      |
| 2023 | BSS               | Second Wind                                                                      | "7PM"                                                        |                                      |
| 2023 | Seventeen         | FML                                                                              | "F*ck My Life"                                               |                                      |
| 2023 | Seventeen         | FML                                                                              | "Super"                                                      |                                      |
| 2023 | Seventeen         | FML                                                                              | "Fire"                                                       |                                      |
| 2023 | Seventeen         | FML                                                                              | "I Don't Understand But I Luv U"                             |                                      |
| 2023 | Seventeen         | FML                                                                              | "Dust"                                                       |                                      |
| 2023 | Seventeen         | FML                                                                              | "April Shower"                                               |                                      |
| 2023 | Sik-K & Haon      | Album On The Way!                                                                | "Locked In"                                                  |                                      |
| 2023 | Seventeen         | Always Yours                                                                     | "Sara Sara"                                                  |                                      |
| 2023 | Seventeen         | Seventeenth Heaven                                                               | "SOS"                                                        |                                      |
| 2023 | Seventeen         | Seventeenth Heaven                                                               | "God of Music"                                               |                                      |
| 2023 | Seventeen         | Seventeenth Heaven                                                               | "Diamond Days"                                               |                                      |
| 2023 | Seventeen         | Seventeenth Heaven                                                               | "Yawn"                                                       |                                      |
| 2023 | Seventeen         | Seventeenth Heaven                                                               | "Back 2 Back"                                                |                                      |
| 2023 | Seventeen         | Seventeenth Heaven                                                               | "Monster"                                                    |                                      |
| 2023 | Seventeen         | Seventeenth Heaven                                                               | "Headliner"                                                  |                                      |
| 2023 | Baekho            | rowspan="2" Predefinição:Non-album singles                                       | "What Are We" feat. Park Jiwon of Fromis_9                   |                                      |
| 2023 | S.Coups           | "Me" (난)                                                                        |                                                              |                                      |
| 2024 | TWS               | Sparkling Blue                                                                   | "Plot Twist"                                                 | Creditado sob o pseudônimo Wasurenai |
| 2024 | TWS               | Sparkling Blue                                                                   | "Oh Mymy: 7s"                                                | Creditado sob o pseudônimo Wasurenai |
| 2024 | Seventeen         | rowspan="2" Predefinição:Non-album singles                                       | "The Meaning of Encounter" (만남의의미) (相遇的意义)         |                                      |
| 2024 | Haon              | "Over You"                                                                       |                                                              |                                      |
| 2024 | Seventeen         | 17 Is Right Here                                                                 | "Maestro"                                                    |                                      |
| 2024 | Seventeen         | 17 Is Right Here                                                                 | "Lalali"                                                     |                                      |
| 2024 | Seventeen         | 17 Is Right Here                                                                 | "Spell"                                                      |                                      |
| 2024 | Seventeen         | 17 Is Right Here                                                                 | "Cheers To Youth"                                            |                                      |
| 2024 | TWS               | Summer Beat!                                                                     | "hey! hey!"                                                  | Creditado sob o pseudônimo Wasurenai |
| 2024 | Jeonghan X Wonwoo | This Man                                                                         | "Last Night"                                                 |                                      |
| 2024 | Jeonghan X Wonwoo | This Man                                                                         | "Beautiful Monster"                                          |                                      |
| 2024 | Jeonghan X Wonwoo | This Man                                                                         | "Leftover"                                                   |                                      |
| 2024 | TWS               | Summer Beat!                                                                     | "You + Me = 7942"                                            | Creditado sob o pseudônimo Wasurenai |
| 2024 | TWS               | Summer Beat!                                                                     | "If I'm an 'S' please be my 'N'"                             | Creditado sob o pseudônimo Wasurenai |
| 2024 | TWS               | Summer Beat!                                                                     | "Double Take"                                                | Creditado sob o pseudônimo Wasurenai |
| 2024 | TWS               | Summer Beat!                                                                     | "If I were Sun"                                              | Creditado sob o pseudônimo Wasurenai |
| 2024 | Fromis 9          | Supersonic                                                                       | "Supersonic"                                                 | Creditado sob o pseudônimo Baekgom   |